# Gabriel Tarde

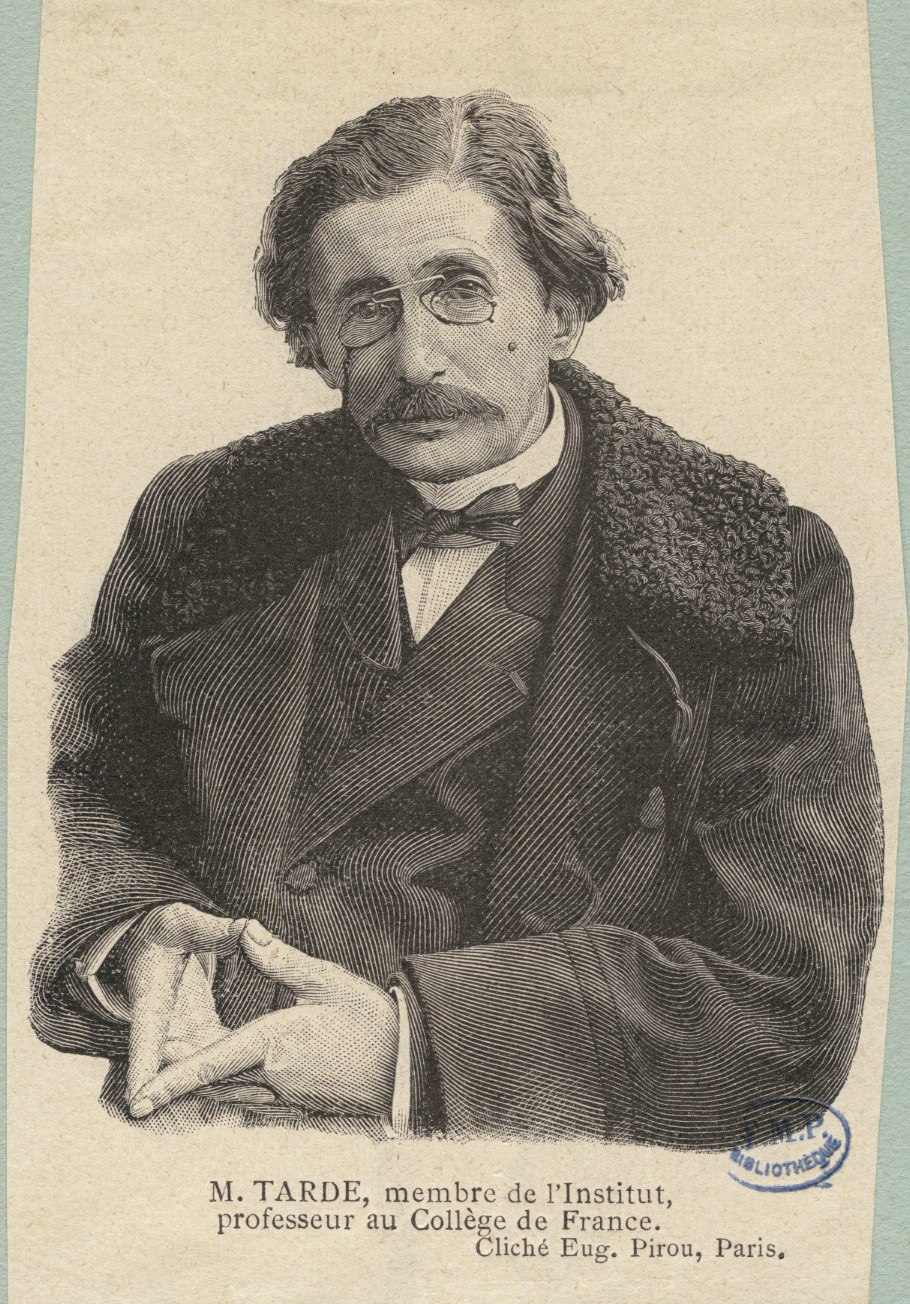
Gabriel Tarde

Gabriel Tarde, auch: Gabriel de Tarde (* 12. März 1843 in Sarlat; † 13. Mai 1904 in Paris) war ein französischer Kriminologe, Soziologe und Sozialpsychologe. Nach einem Studium der Rechtswissenschaft in Toulouse und Paris arbeitete er neunzehn Jahre lang als Richter in seiner Heimatstadt Sarlat. 1894 wurde Tarde dann zum Leiter der kriminalistischen Abteilung ernannt. Diese Position vertrat Tarde jedoch nur sechs Jahre lang, bis er einer Berufung zum Professor der Philosophie am Collège de France folgte.
Seine Hauptwerke entstanden schon während seiner Zeit als Justiziar. Zentral sind die beiden Werke La criminalité comparée (1886) und Les lois de l’imitation (Die Gesetze der Nachahmung, 1890). Das zweitgenannte Buch machte ihn schließlich berühmt. Hier vertrat und begründete Tarde eine (philosophische) Soziologie, die den sozialwissenschaftlichen Bemühungen und Erkenntnissen um die Schule Émile Durkheims gegenüberstand. Seine Soziologie beruht auf kleinen psychologischen Wechselbeziehungen zwischen Individuen, deren grundlegende Einflüsse die Nachahmung und die Innovation sind.

## Leben
Zunächst durchaus erfolgreich und angesehen (z. B. bei Ferdinand Tönnies), wurde Tarde durch den Einfluss der Durkheim-Schule an den Rand gedrängt und blieb lange Zeit fast vergessen. Erst durch den prominenten Platz, den er im Werk von Gilles Deleuze und Félix Guattari einnimmt, wurde er wiederentdeckt. Auch Bruno Latour und Peter Sloterdijk beziehen sich auf Tarde. Seine Position lässt sich am ehesten als Theorie der vorrationalen, leidenschaftlichen, affektiven sozialen Energien und Kräfte charakterisieren; er betont die kollektive und pluralistische Dimension in jedem gesellschaftlichen Zusammenschluss, jeder sozialen Institution, jeder Sprache und jedem Code, wobei diese überindividuell-energetische Dimension dennoch nicht als abstraktes Soziales zu denken ist, das dem Rational-Individuellen gegenüberzustellen wäre. Dieser Gedanke führt Tarde zu einer Analyse derjenigen Gesetze der Vergesellschaftung, die zwischen dem verobjektivierten sozialen System und den individuell bewussten Entscheidungen oder Zwängen, auf einer sozusagen chaosmotischen Ebene, angesiedelt sind (wie z. B. die Gesetze der Nachahmung, der Wellenbewegung oder der universalen Wiederholung).
Tardes Werke werden in Frankreich seit 1999 unter der Leitung von Eric Alliez neu herausgegeben.

## Die Gesetze der Nachahmung
Die beiden wichtigsten Begriffe in Tardes Theorie der Imitation sind „Erfindung/Entdeckung“ und „Nachahmung“. Damit lässt sich Tardes Theorie in groben Zügen charakterisieren.

### Erfindung/Entdeckung
Definition nach Tarde:
„Unter diesen beiden Begriffen verstehe ich jede beliebige Neuerung oder Verbesserung in jeglicher Art von sozialen Phänomenen wie Sprache, Religion, Politik, Recht, Industrie oder Kunst“ (Tarde, 2003:26).
Die Erfindung hat eher zufälligen Charakter und ist grundsätzlich kontingent. Das heißt, die Erfindung hätte so oder anders oder auch gar nicht passieren können. Entscheidend ist aber, dass eine Erfindung die Möglichkeiten weiterer Erfindungen gleichzeitig strukturell beschränkt, aber auch erweitert. Es geht darum, dass gleichzeitig immer mehrere Erfindungen möglich wären und dass jede Erfindung die Bandbreite des möglichen Anschlusses begrenzt, aber zugleich auch erweitert und damit Neues, bis dahin nicht Mögliches, möglich macht.
Die Erfindung wird von Tarde als Zentrum bezeichnet, von dem aus die Nachahmung ihren Ausgang nimmt. Meist kann man beim Auftauchen der Erfindung ihre Bedeutung noch nicht abschätzen. Das heißt, erst durch die nachahmende Ausbreitung entstehen neue soziale Sachverhalte. Ein Beispiel: Wenn eine Erfindung im stillen Kämmerlein gemacht wird und noch vor ihrer kommunikativen Verbreitung zerstört wird, besitzt sie überhaupt keine soziale Relevanz.

### Nachahmung
Grundsätzlich spricht Tarde von unterschiedlichen Formen der Nachahmung: naive/überlegte Nachahmung; Belehrung; Erziehung; Gehorsam. Diese bilden die Grundeinheit der Gesellschaft.
Die Gesellschaft wird durch sogenannte „Nachahmungsketten“ definiert. „Nachahmung“ wird in diesem Kontext als sehr umfassender Begriff verwendet. Er besagt nicht nur, dass Ideen nachgeahmt werden (also etwas gleich wie das andere wiederholt wird), sondern auch, dass Ideen immer an schon dagewesene Ideen anschließen: Neue Ideen/Entdeckungen/Erfindungen sind „aus Elementen früherer Nachahmung aufgebaut (…), und aus diesen Zusammensetzungen, die wiederum selbst nachgeahmt und zu neuen Elementen von komplexeren Zusammensetzungen werden, ist zu schließen, dass es einen Stammbaum dieser gelungenen Initiativen gibt“ (Tarde, 2003:69). Nachahmungen verlaufen Tarde zufolge in aller Regel von einem Inneren zu einem Äußeren, d. h. zuerst ändern sich innere Einstellungen der Nachahmenden, erst später wandeln sich auch ihre Äußerungen in Riten, Moden und Werken. So „überlebt in dieser ästhetischen, rituellen oder rein gewohnheitsmäßigen Simulation von vergangenen Überzeugungen oder Bedürfnissen das Äußere der Nachahmung deren Inneres. (…) Es lebt aber noch an der Oberfläche weiter, wobei es jedoch fortwährend verkleinert und zerstört wird, bis unvermutet eine neue Seele in Erscheinung tritt.“ (Tarde, 2009:227f.)
Zur Gewinnung sozialer Gesetzmäßigkeiten soll sich der Sozialwissenschaftler daher an diesen ‚Ideenketten’ orientieren und nicht an herausragenden Ereignissen.
Entscheidend am vorliegenden Konzept der Nachahmung ist seine hohe Inklusivität. Jeder soziale Sachverhalt kann als Nachahmung interpretiert werden. So können nicht nur Ähnlichkeiten, sondern gerade auch Unterschiede durch die Nachahmung erklärt werden: In diesem Zusammenhang wird von „Nachahmung mit negativem Vorzeichen“ gesprochen.

## Schriften
- La criminalité comparée (1886)
- La philosophie pénale (1890)
- Les lois de l'imitation (1890)
  - Deutsche Ausgabe: Die Gesetze der Nachahmung. Aus dem Französischen übersetzt von Jadja Wolf. Suhrkamp, Frankfurt am Main 2009, ISBN 978-3-518-29483-3.
- Les transformations du droit. Étude sociologique (1891)
- Monadologie et sociologie (1893)
  - Deutsche Ausgabe: Monadologie und Soziologie. Aus dem Französischen übersetzt von Juliane Sarnes und Michael Schillmeier. Suhrkamp,  Frankfurt am Main 2009, ISBN 978-3-518-29484-0.
- La logique sociale (1895)
- Fragment d'histoire future (1896)
- L’opposition universelle. Essai d’une théorie des contraires. (1897)
- Écrits de psychologie sociale (1898)
- Les lois sociales. Esquisse d’une sociologie (1898) 
  - Deutsche Ausgabe: Die sozialen Gesetze. Skizze einer Soziologie. Aus dem Französischen übersetzt von Hans Hammer. Herausgegeben und mit einem Nachwort versehen von Arno Bammé. Metropolis Verlag, Marburg 2009, ISBN 978-3-89518-739-1.
- L'opinion et la foule (1901) Online
  - Deutsche Ausgabe: Masse und Meinung. Aus dem Französischen übersetzt von Horst Brühmann. Konstanz University Press, Konstanz 2015, ISBN 978-3-86253-062-5.
- La Psychologie Économique (1902).